# Flathead

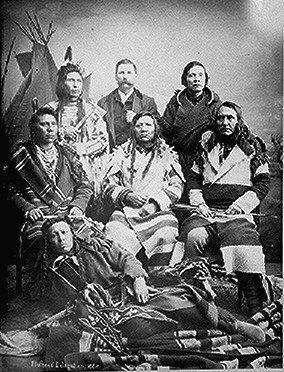
delegacja Flathead, rok 1884

Flathead (nazwa własna: Salish) – Indianie Ameryki Północnej zamieszkujący zachodnią Montanę. Używali języka flathead z rodziny salisz.

## Charakterystyka
Wywodzący się z kręgu kulturowego Płaskowyżu, przejęli liczne obyczaje Indian Wielkich Równin. Budowali zarówno półziemianki, charakterystyczne dla Płaskowyżu, jak i tipi typowe dla Indian Wielkich Równin.
Nazwa Płaskogłowi nie wynika ze zwyczaju spłaszczania głów, któremu plemię nie hołdowało. Flathead trzymali natomiast często niewolników z plemion praktykujących spłaszczanie czaszki.

## Historia i dzieje współczesne
Flathead zamieszkiwali wschodnie tereny Płaskowyżu. Od XIX w. hodowali konie i organizowali wyprawy na Wielkie Równiny, wchodząc w konflikty z żyjącymi tam plemionami. Od 1872 roku żyli głównie na obszarze swego rezerwatu w Montanie, obecnie rozproszeni także w wielu innych częściach USA.

## Wierzenia
Wierzyli w duchy opiekuńcze, uprawiali szamanizm.

## Liczebność
Według danych U.S. Census Bureau, podczas spisu powszechnego w 2000 roku 3310 obywateli USA zadeklarowało, że jest pochodzenia Salish, zaś 3464 – wyłącznie Salish and Kootenai. Jednocześnie 4739 osób oświadczyło, że ma pochodzenie wyłącznie lub między innymi Salish a 4203 – wyłącznie lub między innymi Salish and Kootenai.